# Utrechtse Heuvelrug

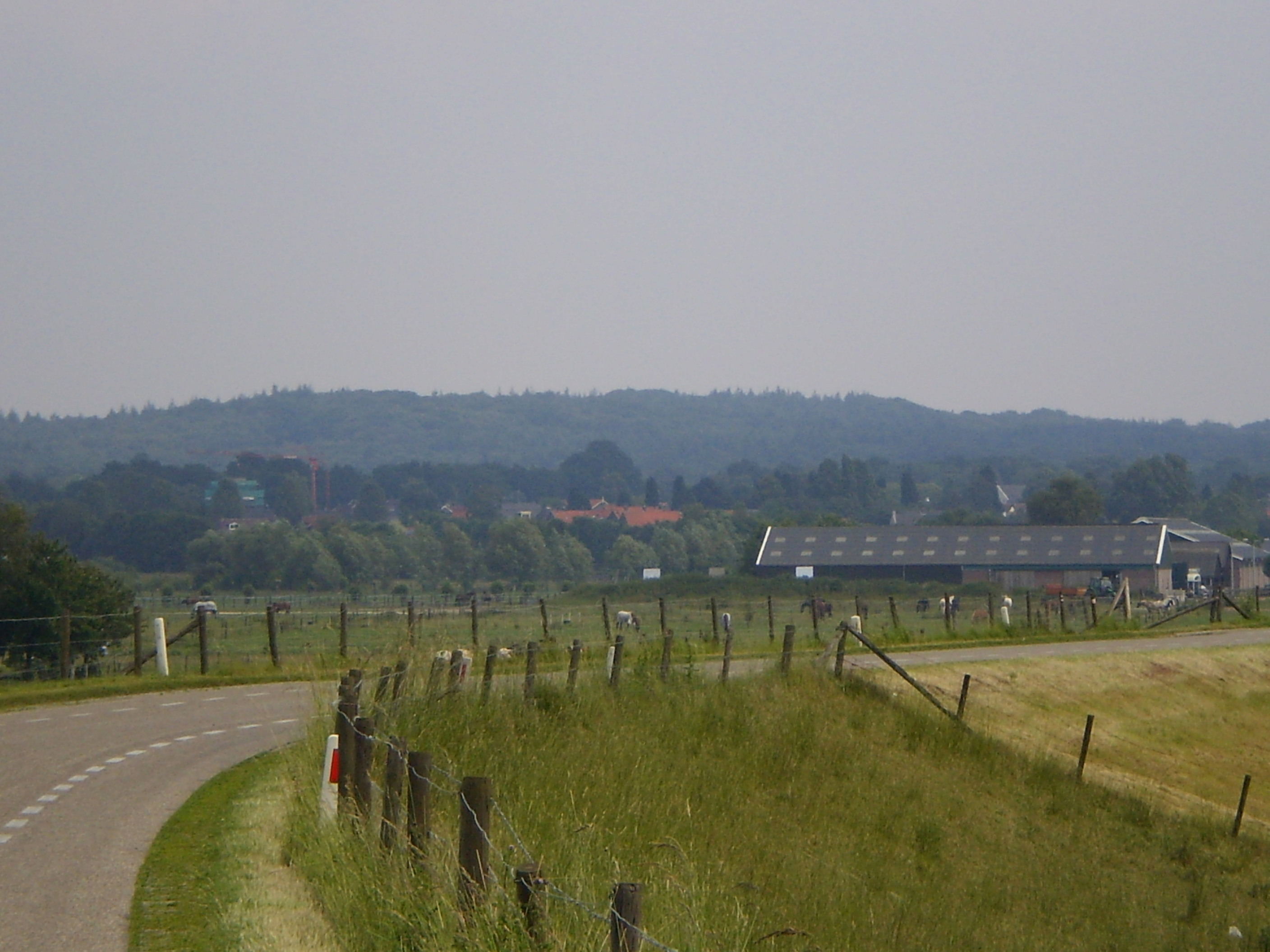
Utrechtse Heuvelrug.

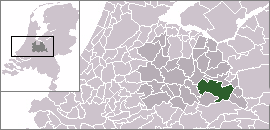
Lägeskarta

Utrechtse Heuvelrug är en kommun i provinsen Utrecht i Nederländerna. Kommunens totala area är 134,09 km² (där 1,85 km² är vatten) och invånarantalet är på 49 109 invånare (2017). I kommunen finns en nationalpark med samma namn, Nationalpark Utrechtse Heuvelrug.